# Mikael Ribbenvik
Mikael Ribbenvik Cassar, född 3 oktober 1967 i Helsingborg, är en svensk jurist och ämbetsman. Han var generaldirektör för Migrationsverket mellan 2017 och 2023. Ribbenvik är sedan 2024 Biträdande verkställande direktör för Europeiska unionens asylbyrå. 

## Biografi
Ribbenvik har en juristexamen från Lunds universitet. År 1999 började han arbeta som timvikarie på Migrationsverkets (då Statens invandrarverk) gränsenhet i hemstaden Helsingborg, och anställdes som handläggare året därpå. Han blev chef för förvaret i Örkelljunga 2003, verksamhetsområdeschef för Migrationsverkets försvarsverksamhet 2005, rättschef 2008 och operativ chef 2013.
20 september 2016 utsågs Ribbenvik till tillförordnad generaldirektör för Migrationsverket, sedan Anders Danielsson lämnat myndigheten för att bli chef för Svenska Röda Korset, och blev 19 maj 2017 ordinarie generaldirektör. Han satt på posten till den sista maj 2023, då hans förordnande löpte ut.

### Privatliv
Ribbenvik är gift och har två barn från ett tidigare äktenskap.